# Dierama tyrium
Dierama tyrium är en irisväxtart som beskrevs av Olive Mary Hilliard. Dierama tyrium ingår i släktet Dierama och familjen irisväxter. Inga underarter finns listade i Catalogue of Life.